# Чеца (деревня)
Чеца — деревня в Мезенском районе Архангельской области. Входит в состав Каменского сельского поселения.

## География
Деревня расположена в северной части области на расстоянии примерно в 20 километрах по прямой к северо-западу от районного центра Мезени.
Часовой пояс
Деревня Чеца как и вся Архангельская область, находится в часовой зоне МСК (московское время). Смещение применяемого времени относительно UTC составляет +3:00.

## Население
| 2002 | 2010 | 2012 |
| ---- | ---- | ---- |
| 11   | ↘4   | ↘0   |

Национальный состав
Согласно результатам переписи 2002 года, в национальной структуре населения русские составляли 100 % из 7 чел..